# Juan Carlos Scannone
Juan Carlos Scannone, SJ (Buenos Aires, 2 de setembro de 1931 — San Miguel (Buenos Aires), 27 de novembro de 2019), foi um padre jesuíta e teólogo argentino de origem italiana. 
Ingressou na Companhia de Jesus em 1948 e foi ordenado sacerdote em 1962. Obteve licenciatura em filosofia pela Faculdade de San Miguel (Argentina), e em teologia pela Universidade de Innsbruck (Áustria). Obteve doutorado em filosofia pela Universidade de Munique (Alemanha). A partir de 1969 foi professor de filosofia e de teologia na Universidad del Salvador (em Buenos Aires). Foi diretor da revista Stromata.
Entre 1988 e 1998 foi um dos vice-presidentes da União Mundial de Associações Católicas de Filosofia. Foi integrante da Academia Europeia "Scientiarum et Artium" e vice-presidente da Sociedade Argentina de Teologia. Ele próprio se considera mais um filósofo que faz contribuições a teologia do que propriamente um teólogo.
Acreditava que o cristianismo não poderia refugiar-se fora da história, pois teria que evitar o purismo espiritualista e assumir o risco de manchar as mãos.
Dedicou-se ao estudo da inculturação da fé, da filosofia da religião em tempos de secularização e da teologia da libertação.
Foi professor de grego e literatura do Papa Francisco.
É considerado um discípulo de Karl Rahner e representante da chamada "Teologia do Povo", uma versão Argentina da Teologia da Libertação.

## Estudioso da Teologia da Libertação
Como estudioso da Teologia da Libertação, formulou uma caracterização, dividiu a evolução do fenômeno em períodos e estabeleceu uma distinção entre suas diferentes tendências.
Em sintonia com Gustavo Gutiérrez, Scannone dividiu a práxis libertadora em três dimensões: a humana global, a política e teológica, que correspondem a três níveis teóricos de interpretação reflexiva e crítica: o das ciências sociais e históricas, o da filosofia e o da teologia.
Scannone dividiu a evolução de teologia da libertação em três etapas:
1. "preparação e busca": entre 1960 e 1968, na qual se destacaram Gustavo Gutiérrez, Juan Luis Segundo, Lúcio Gera, José Comblin e Rubem Alves;
2. "criação": entre 1968 e 1971;
3. "sedimentação", a partir de 1972.

Também destacou a contribuições de autores como Raúl Vidales, Juan Luis Segundo e Clodovis Boff à construção da metodologia da Teologia de Libertação; Leonardo Boff e Ion Sobrino à compreensão da cristologia e da eclesiologia no âmbito da Teologia de Libertação; Gustavo Gutiérrez e Segundo Galilea que trouxeram novos enfoques no âmbito da espiritualidade da Teologia de Libertação; Carlos Mesters para a construção de uma hermenêutica da Bíblia apropriada para a Teologia de Libertação; Enrique Dussel com seus estudos sobre a Historia da Igreja; Enrique Dussel e a dele própria na conexão entre filosofia e Teologia de Libertação.

### As Quatro correntes da Teologia da Libertação
Dividia a Teologia de Libertação em quatro correntes:
1. pastoral da Igreja: representada nas Conferencias episcopais de Medellín e de Puebla, que busca acentuar o caráter integral e evangélico da libertação e adota a mediação ético-antropológica, levando em conta análises oriundas das ciências sociais, sendo o Cardeal Eduardo Francisco Pironio um representante destacado dessa corrente;
2. dos cristãos comprometidos com grupos revolucionários, que utiliza o materialismo histórico para analisar a realidade, sem, entretanto, aceitar o materialismo ateu, sendo Hugo Assmann um representante destacado dessa corrente. Aponta alguns perigos dessa corrente como o distanciamento tanto da hierarquia da Igreja Católica quanto do povo, o que resulta em um elitismo, tendência ao transconfessionalismo, a perda do conteúdo autenticamente teológico e a redução da doutrina a uma linguagem sociológica posta a serviço da luta de classes.
3. da práxis histórica, inspira da obra "Teologia da Libertação. Perspectivas" de Gustavo Gutiérrez, que se caracteriza pela radicalidade em suas reivindicações de transformação estrutural, mas procura preservar a fidelidade à Igreja. Concede especial relevância à "práxis liberadora", mas evita elitismos. Utiliza análises marxistas como mediação socioanalítica para a reflexão teológica, mas se trata de uma utilização não servil e desvinculada de seus pressupostos filosóficos.
4. da práxis dos povos latino-americanos, da qual Lúcio Gera seria o seu mais importante representante, que valorizava a cultura e a pastoral popular latino-americana. Essa corrente utilizava preferencialmente a análise histórico-cultural, dando prioridade à história e à antropologia social e cultural que oferecem uma visão mais sintética e totalizante da realidade e valoriza a sabedoria popular latino-americana e os símbolos por meio dos quais essa sabedoria se expressa. Trata-se da mediação simbólico-poética. O sujeito dessa quarta corrente são os povos nos quais que se incultura o Povo de Deus.[1]

## Obras
- "Sein und Inkarnation. Zum ontologischen Hintergrund der Frühscriften M. Blondel" (Friburgo-Munique, 1968);
- "Teología de la liberación y praxis popular. Aportes críticos para una teología de la liberación" (Salamanca, 1976);
- "Hacia una pastoral de la cultura" (Lima, 1976);
- "Sabiduría popular, símbolo y filosofía. Diálogo internacional en torno a una interpretación latinoamericana" (compilador) (Buenos Aires, 1984)
- "Teología de la liberación y doctrinal social de la Iglesia" (Madri-Buenos Aires, 1987);
- "Evangelización, cultura y teología" (Buenos Aires, 1990);
- "Nuevo punto de partida de la filosofía latinoamericana" (1990);
- "Weisheit und Befreiung. Volkstheologie in Lateinamerika" (1992);
- "Religión y nuevo pensamiento: hacia una filosofía de la religión para nuestro tiempo en América latina" (Barcelona, 2005)

### Artigos
- "La situación actual de la Iglesia argentina y la imagen de Dios Uno y Trino" em "Estudios 9" (1971), pp. 23-60;
- "Situación de la problemática ‘Fe y Política’ entre nosotros", em "Fe y Política" (Buenos Aires, 1973), pp. 15-47;
- "Hacia una filosofía de la religión post-moderna latinoamericanamente situada", em "Hacia una filosofía de la liberación latinoamericana" (Buenos Aires, 1973);
- "Hacia un nuevo humanismo", em "Seminario Interdisciplinar  Latinoamericano-Alemán" (Bernhard Welte (ed.)),(Buenos Aires, 1974);
- "El itinerario filosófico hacia el Dios vivo. Reflexiones sobre su historia, su planteo actual y su relectura desde la situación latinoamericana": Stromata  30 (1970);
- "La teología de la liberación: ¿evangélica o ideológica?": Concilium 93 (março 1974), pp. 457-463;
- "Teología, cultura popular y discernimiento. Hacia una teología que acompañe a los pueblos latinoamericanos en su proceso de liberación", em "Teología y mundo contemporáneo. Homenaje a Karl Rahner" (Antônio Vargas Machuca (ed.)), (Madrid, 1975), pp. 351-376;
- "Teología de la liberación", em "Conceptos fundamentales de pastoral" (Casiano Floristán Samanes e Juan José Tamayo (orgs.)), (Madrid, 1983), pp. 562-579;
- "Liberación. Un aporte original del cristianismo latinoamericano", em "Religión", José Gómez Caffarena (ed.), (Madrid 1993);
- "¿Una filosofía inculturada en América Latina?": Revista Portuguesa de Filosofia, vol. 57, fasc. 1 (2001), pp. 155-161;
- "La praxis histórica": "Teología. Revista de la Facultad de la Pontificia Universidad católica Argentina", 96 (2008), pp. 39-52.[1]